# Équipe de Trinité-et-Tobago féminine de hockey sur gazon
Maillots
L'équipe de Trinité-et-Tobago féminine de hockey sur gazon représente Trinité-et-Tobago dans les compétitions internationales féminines de hockey sur gazon.

## Histoire dans les tournois

### Jeux panaméricains
- 1987 - 4e place
- 1991 - 7e place
- 1995 - 5e place
- 1999 - 4e place
- 2003 - 6e place
- 2011 - 7e place

### Coupe d'Amérique
- 2004 - 8e place
- 2009 - 4e place
- 2013 - 7e place
- 2022 - Qualifiée

### Jeux d'Amérique centrale et des Caraïbes
- 1986 -
- 1990 -
- 1993 -
- 2002 -
- 2006 - 4e place
- 2010 -
- 2014 - 4e place
- 2018 -
- 2022 - Qualifiée

### Challenge d'Amérique
- 2021 -

### Jeux du Commonwealth
- 1998 - 7e place
- 2010 - 9e place
- 2014 - 10e place

### Ligue mondiale
- 2012-2013 - 25e place
- 2014-2015 - 30e place
- 2016-2017 - 33e place

## Composition

### Actuelle
La composition suivante de Trinité-et-Tobago pour la Coupe d'Amérique 2022 à Santiago du 19 au 30 janvier 2022.
Entraîneur :  Anthony Marcano
| Numéro | Joueur             | Date de naissance | Âge | Sélections |
| ------ | ------------------ | ----------------- | --- | ---------- |
| 1      | Arresia Sandy (GB) | 13 janvier 1991   | 31  | 7          |
| 2      | Sarah Sampson (GB) | 13 mars 2003      | 18  | 1          |
| 4      | Avion Ashton (C)   | 3 décembre 1988   | 33  | 52         |
| 5      | Naomi Sampson      | 7 février 2000    | 21  | 4          |
| 6      | Felicia King       | 20 décembre 1999  | 22  | 0          |
| 7      | Shaniah de Freitas | 7 mars 2000       | 21  | 14         |
| 9      | Amanda George      | 12 septembre 1992 | 29  | 18         |
| 10     | Brittney Hingh     | 27 décembre 1992  | 29  | 68         |
| 12     | Tamia Roach        | 1er juillet 1996  | 25  | 21         |
| 13     | Giann Sealy        | 16 mai 1993       | 28  | 21         |
| 14     | Zene Henry         | 12 septembre 1994 | 27  | 13         |
| 15     | Nicole Whiteman    | 13 août 1999      | 22  | 5          |
| 17     | Mia Otero          | 14 octobre 2000   | 21  | 5          |
| 20     | Gabrielle Thompson | 28 avril 1997     | 24  | 24         |
| 21     | Kaitlyn Olton      | 4 décembre 2001   | 20  | 9          |
| 22     | Samantha Olton     | 14 janvier 1999   | 23  | 18         |
| 24     | Tahirah Wynne      | 22 novembre 2003  | 18  | 0          |
| 25     | Saarah Olton       | 4 février 2000    | 21  | 17         |
| 26     | Talia Seale (GB)   | 26 août 1999      | 22  | 0          |
| 37     | Kimberly Young (C) | 10 avril 1991     | 30  | 9          |